# Chinees Taipei op de Paralympische Zomerspelen 2012
Chinees Taipei nam deel aan de Paralympische Zomerspelen 2012 in Londen, Verenigd Koninkrijk.

## Medailleoverzicht
| Sport        | Paralympiër(s) | Onderdeel                | Medaille |
| ------------ | -------------- | ------------------------ | -------- |
| Judo         | Kai-Lin Lee    | -48kg                    | Zilver   |
|              |                |                          |          |
| Boogschieten | Tseng Lung Hui | W1/W2 individueel mannen | Brons    |
| Powerlifting | Tzu-Hui Lin    | -79kg                    | Brons    |